# Уоррен (округ, Нью-Джерси)
Округ Уоррен (англ. Warren County) — округ штата Нью-Джерси, США. Занимает площадь 940 км². Согласно переписи населения 2000 года, в округе Уоррен проживало 102 438 человек. По оценке Бюро переписи населения США, к 2009 году население увеличилось на 7%, до 109 638 человек. Уоррен является частью так называемой Нью-Йоркской агломерации. В городе Белвидир располагается административный центр округа. Крупнейшим населённым пунктом округа является Филлипсбург.